# Anokopsis
Anokopsis Bauab & Soares, 1980 è un genere di ragni appartenente alla famiglia Salticidae.

## Distribuzione
L'unica specie ad oggi nota di questo genere è stata rinvenuta in Brasile.

## Tassonomia
A giugno 2011, si compone di 1 specie:
- Anokopsis avitoides Bauab & Soares, 1980[2] — Brasile